# Global City

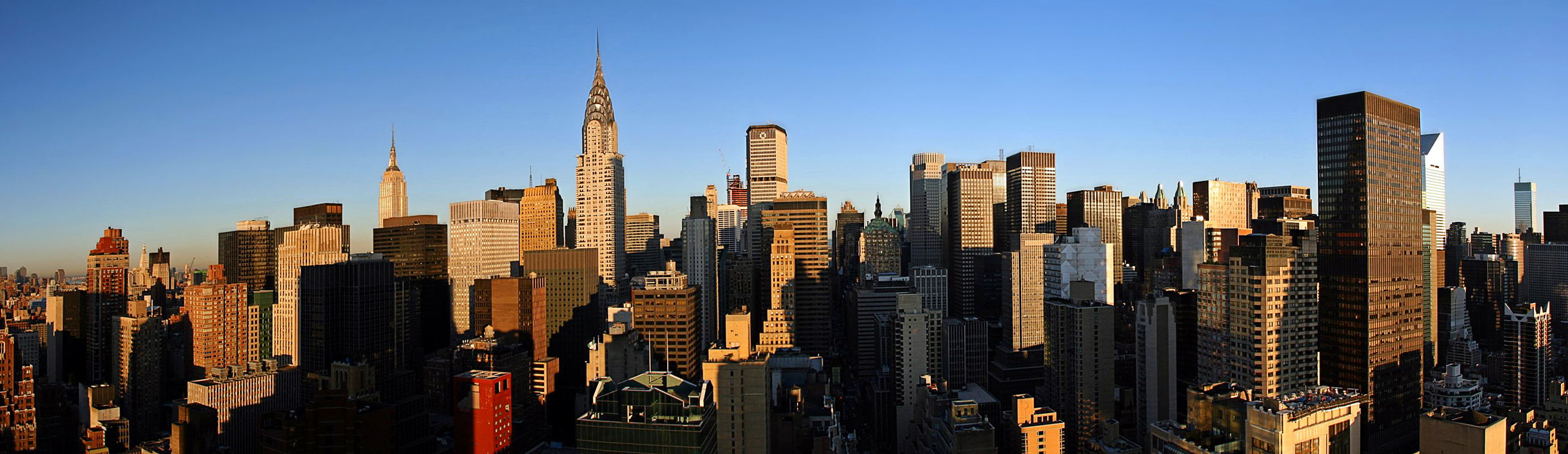
New York City

London

Paris

Tokio

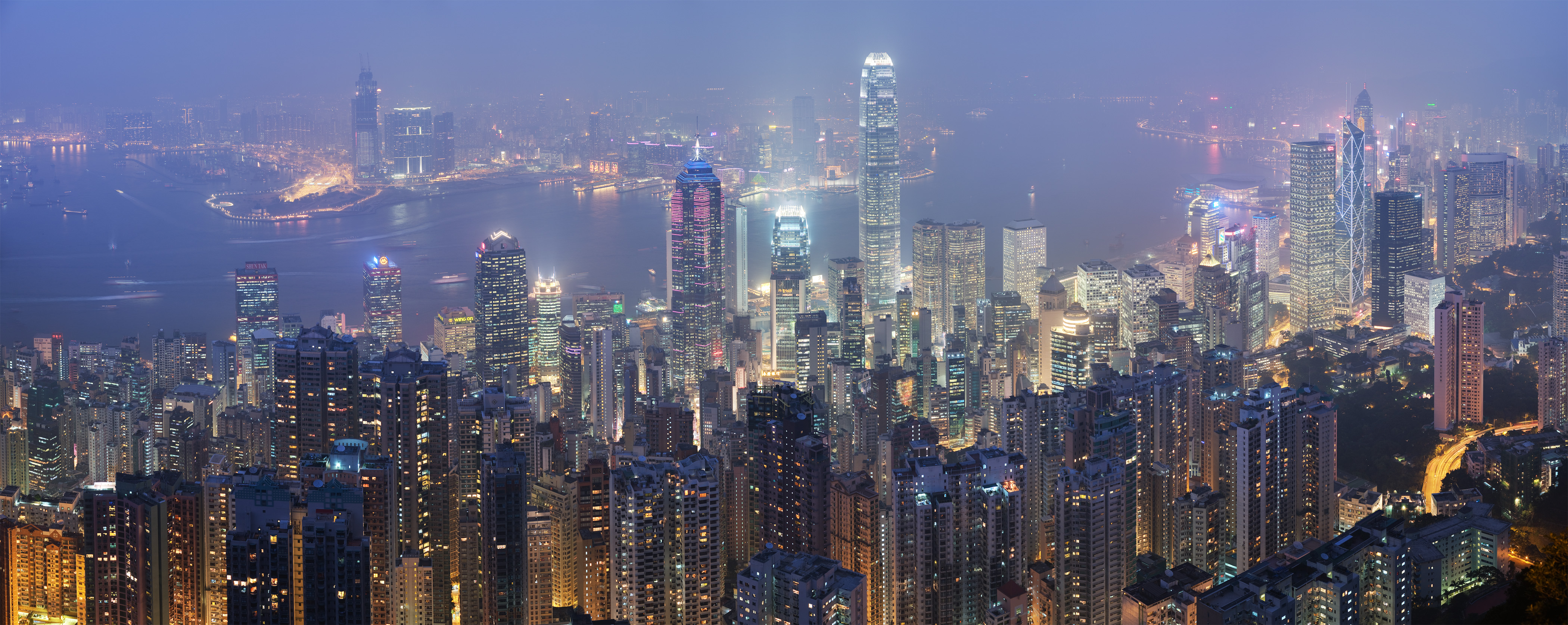
Hongkong

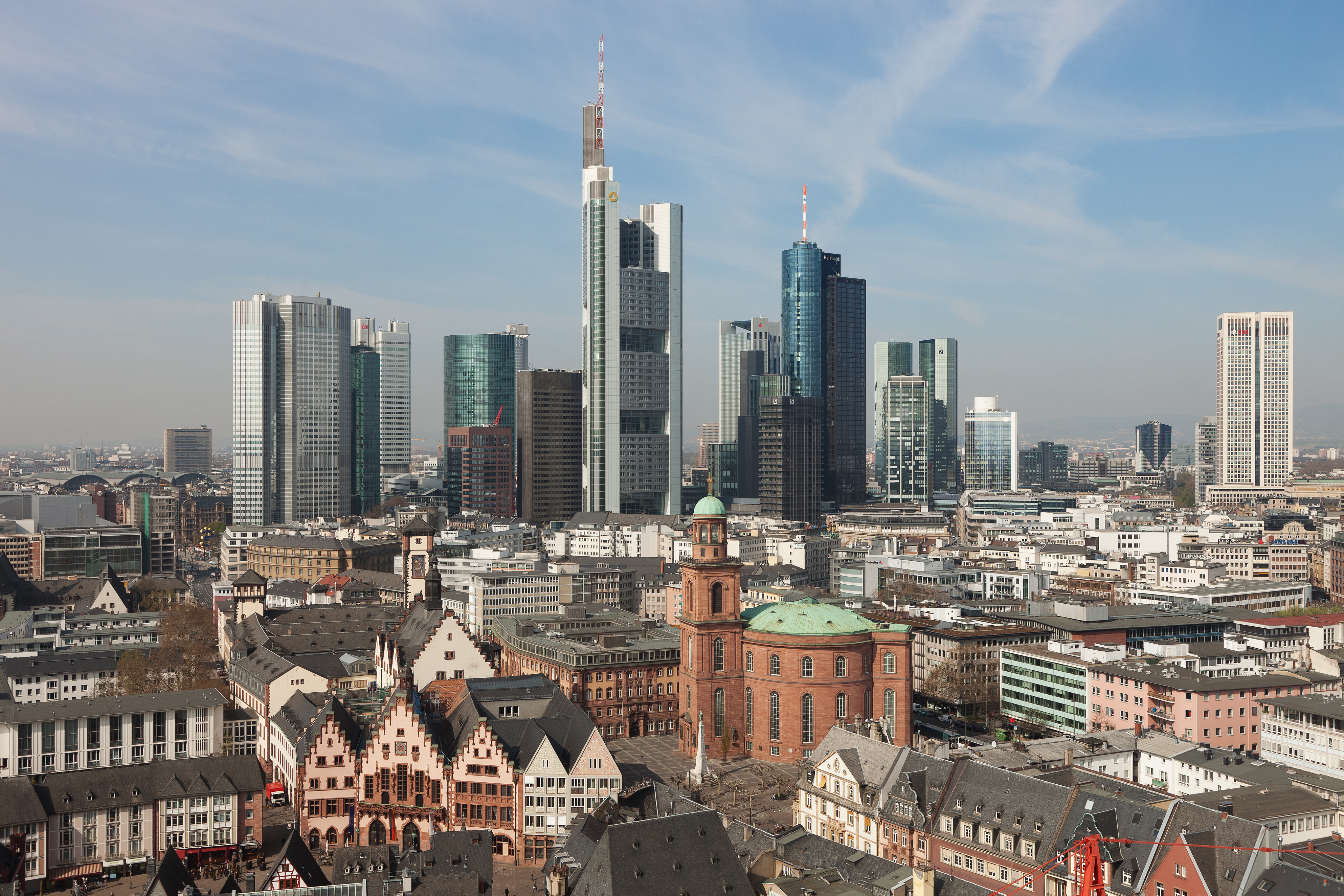
Frankfurt am Main

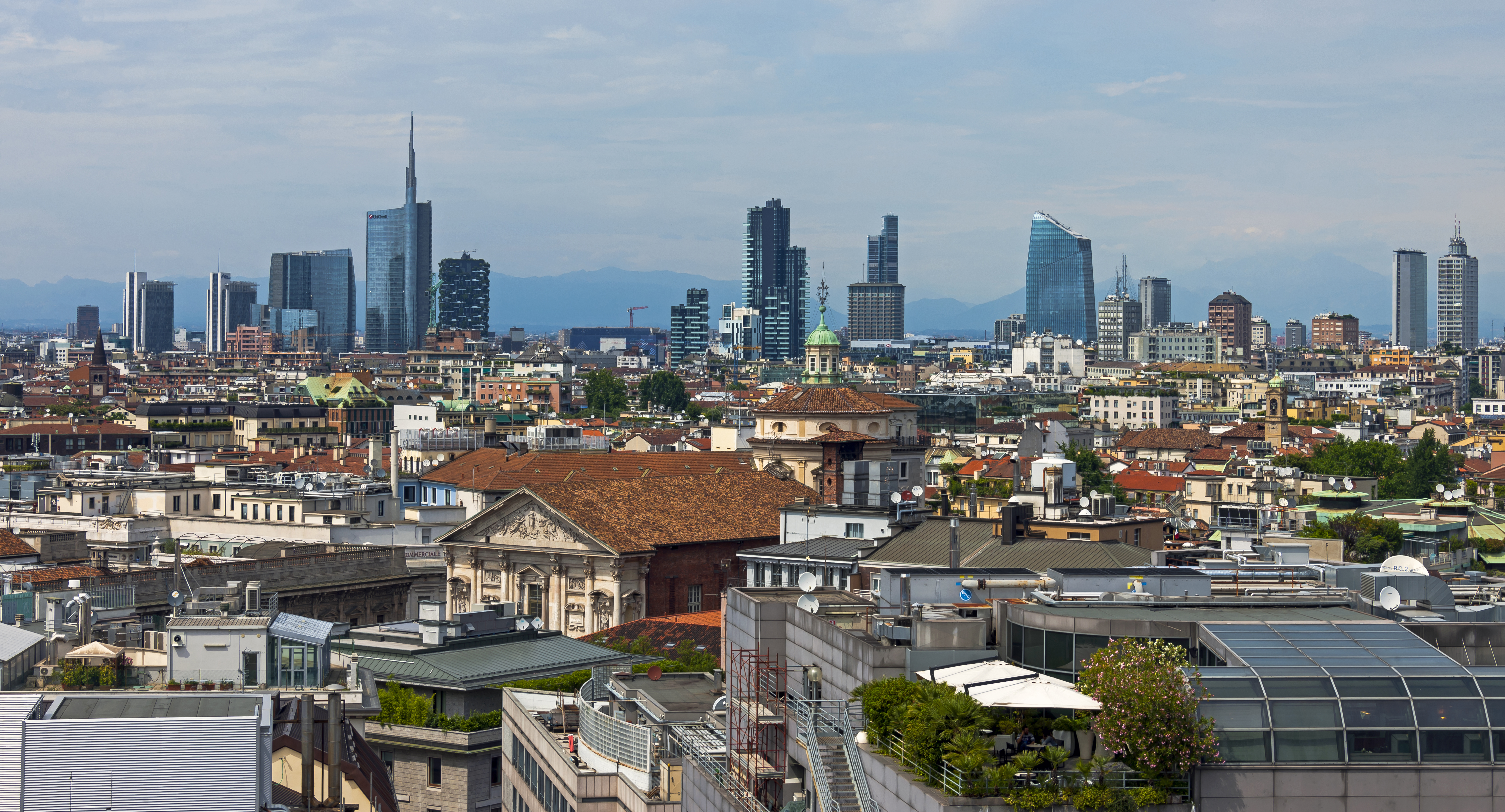
Mailand

Zürich

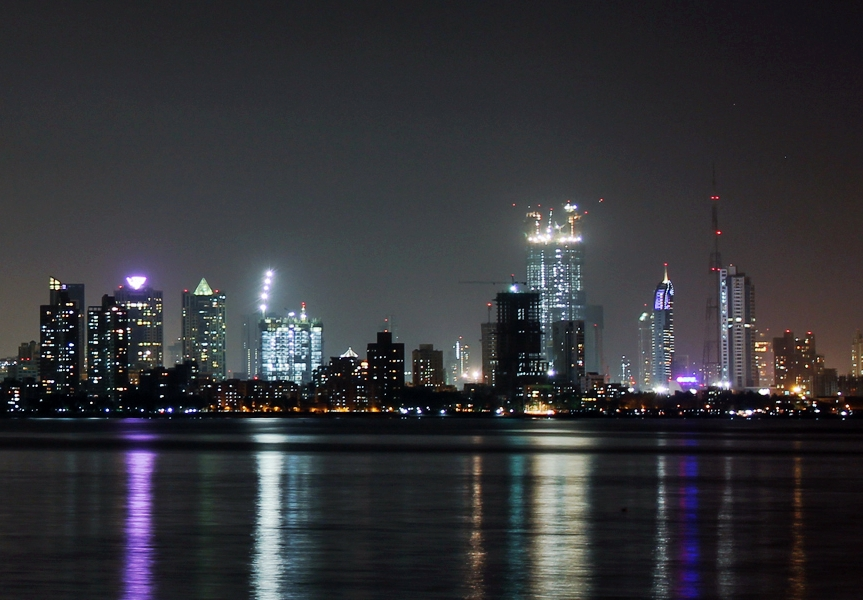
Mumbai

Als Global City (deutsch Globalstadt) werden Städte bezeichnet, die im Zentrum eines neuartigen, transnationalen Städtesystems stehen. In ihnen sind die wichtigsten Finanzmärkte, Zentralen von Banken und transnationalen Konzernen sowie unternehmensnahe Dienstleistungen wie Rechts-, Finanz- und Unternehmensberater, Werbeagenturen, Buchführungs- und Prüfungsfirmen konzentriert. Der Begriff wurde in den 1990er Jahren von der Stadtsoziologin Saskia Sassen geprägt.

## Voraussetzungen
Voraussetzung für die Entstehung eines transnationalen Städtesystems ist die Globalisierung der Weltwirtschaft vor allem seit den 1980er Jahren. Diese zeichnet sich durch die massive Zunahme von ausländischen Direktinvestitionen aus, die vor allem in Industrie- und Schwellenländer wie beispielsweise die Volksrepublik China flossen, aber auch bei Entwicklungsländern zunahmen. Seit dieser Zeit nahm auch das Gewicht von transnationalen Konzernen zu und die Industrieproduktion wurde mehr und mehr nach Rentabilitätsgesichtspunkten auf der gesamten Welt verteilt. Insbesondere personalintensive Industrien wurden in freie Produktionszonen in Entwicklungsländern ausgelagert, wo die Löhne sehr niedrig sind. Zugleich wurden weltweit die Finanzmärkte dereguliert und neue Finanzierungsinstrumente wie Derivate entwickelt.

## Merkmale
In Global Cities konzentrieren sich nun die Steuerungsfunktionen der inzwischen weltweit stark zersplitterten Industrieproduktion sowie die Finanzdienstleistungen. Dies wurde erst durch die Entwicklung neuer Informationstechnologien wie dem Internet möglich. Denn jetzt kann mit einem verhältnismäßig geringen Aufwand die Produktion auch an entfernten Standorten überwacht und die Produktivität von Ländern, Standorten und Firmen weltweit verglichen werden.
Die Herausbildung globaler Finanz- und Dienstleistungszentren schuf einen erweiterten Bedarf an unternehmensorientierten Dienstleistungen, die in großer räumlicher Nähe zueinander angesiedelt sind. Neben den oben genannten hochwertigen Dienstleistungen steigt aber auch der Bedarf an einfachen Dienstleistungen von Reinigungskräften, Kurieren, Sicherheitsleuten sowie hochwertigen Kultur- und Erholungseinrichtungen für die im Allgemeinen hoch bezahlten Spezialisten. Dies führt dazu, dass Global Cities seit den 1990er Jahren das Ziel von transnationaler Migration wurden und sich dort häufig Migrantengemeinschaften entwickelten.

## Das transnationale Städtesystem
Global Cities stehen im Zentrum des sich herausbildenden transnationalen Städtesystems. Sie beziehen sich stärker aufeinander als auf ihr unmittelbares Umfeld, von dem sie sich tendenziell entkoppeln. So ist beispielsweise die Entwicklung der Bodenpreise in den Dienstleistungsdistrikten dieser Städte nur in Relation zu den Bodenpreisen anderer Global Cities verständlich und hat weniger mit dem nationalen Preisniveau zu tun.
Als Beispiele für eine Global City werden New York City, Tokio, London oder Paris genannt. In Deutschland fällt Frankfurt am Main in die Kategorie der Global Cities. Besonders die Bedeutung Frankfurts als herausragender Finanzplatz und der international bedeutsame Flughafen Frankfurt Main sprechen für Frankfurt als Global City. Aufgrund seiner polyzentrischen Struktur hat Deutschland darüber hinaus weitere Städte, die zum erweiterten Kreis der Global Cities gezählt werden, da sie zumindest in Teilen Funktionen einer Global City aufweisen. Beispiele sind Hamburg, München, Düsseldorf oder Berlin. In der Schweiz werden wegen seiner großen Bedeutung als Finanzplatz die Stadt Zürich, Genf als Sitz vieler internationaler Organisationen und Basel als Sitz der weltweit bedeutenden Pharmabranche zu den Global Cities gezählt.
Viele Städte, die bisher eine hervorragende Position im jeweiligen nationalen Städtesystem innegehabt haben, verlieren dagegen massiv an Bedeutung. Dies gilt zunächst für die großen Industriereviere wie das Ruhrgebiet, einige Hafenstädte wie Marseille oder Neapel und viele Millionenstädte der Entwicklungsländer, die aber zum großen Teil aus Slums bestehen wie Lagos. Andererseits konnten sich Städte wie Singapur, Hongkong, Seoul und Manila zu Subzentren der Global Cities entwickeln, weil sie sich auf die unmittelbare Steuerung transnationaler Produktionsnetzwerke spezialisiert haben.
Der Begriff Weltstadt wird häufig synonym für Global City genutzt; es gibt allerdings einen Unterschied zwischen diesen: Die Weltstadt ist ein traditionell politisch-kulturelles Zentrum von weltweiter Bedeutung. Eine Global City ist als globales wirtschaftliches Zentrum zu verstehen. Beide Stadttypen schließen sich nicht gegenseitig aus. Sie gehen im Gegenteil sehr oft Hand in Hand.